# Aebutina binotata
Genre
Espèce
Aebutina binotata, unique représentant du genre Aebutina, est une espèce d'araignées aranéomorphes de la famille des Macrobunidae.

## Distribution
Cette espèce se rencontre au Brésil et en Équateur.

## Description
La femelle syntype mesure 6 mm.
Les femelles mesurent 4,7 mm en moyenne et les mâles 3,4 mm.
C'est une araignée sociale, elles vivent en communauté d'une cinquantaine de femelles.

## Systématique et taxinomie
Cette espèce a été décrite par Simon en 1892.
Ce genre a été décrit par Simon en 1892 dans les Uloboridae. Il est placé dans les Macrobunidae par Montana, Cala-Riquelme, Crews, Gorneau, Al-Jamal, Alequín, Spagna, Ballarin et Esposito en 2025.

## Publication originale
- Simon, 1892 : Histoire naturelle des araignées. Paris, vol. 1, p. 1-256 (texte intégral).